# Łomianki

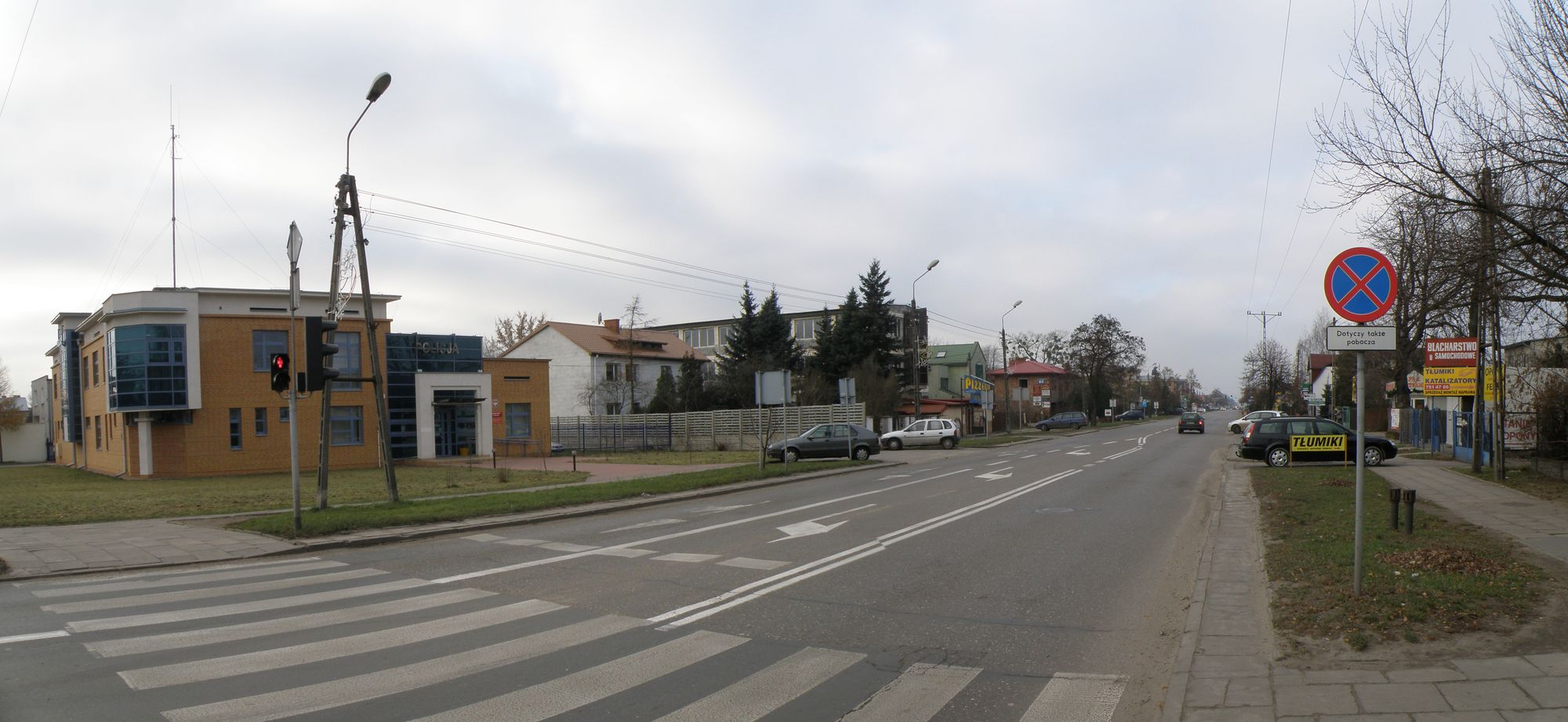
Łomianki.

Łomianki [wɔˈmʲaŋkʲi] är en stad i Masoviens vojvodskap nära Warszawa i Polen. Staden hade 16 780 invånare (2016).

## Vänorter
- Noyelles-lès-Vermelles, Frankrike
- Columbia Heights, USA